# Заводська сільська рада (Буський район)
| Заводська сільська рада — орган місцевого самоврядування у Буському районі Львівської області з адміністративним центром у с. Заводське. Історична дата утворення: 22 грудня 1992 року. Сільській раді підпорядковані населені пункти: - с. Заводське - с. Гаївське |

## Склад ради
Рада складається з 16 депутатів та голови.

### Керівний склад ради
| ПІБ                        | Основні відомості                                                 | Дата обрання | Дата звільнення |
| -------------------------- | ----------------------------------------------------------------- | ------------ | --------------- |
| Ковальчук Марія Михайлівна | Сільський голова, 1960 року народження, освіта, позапартійна      | 26.03.2006   | 31.10.2010      |
| Коваль Олег Васильович     | Сільський голова, 1979 року народження, освіта вища, безпартійний | 31.10.2010   |                 |

Примітка: таблиця складена за даними джерела